# Дискофор
Дискофо́р (грец. Δισκοφόρος — «Дисконосець») — незбережена бронзова статуя Поліклета, відома за численними давньоримськими мармуровими копіями. Назва походить від грецьких слів δίσκος («тарілка», «диск») + φέρω («несу»). Як «Дискобол» Мирона, це теж зображення метальника диска, але в іншій позі — атлет не метає диск, а тримає його на рівні стегна.
Подібно іншим шедеврам Поліклета — «Дорифору» й «Діадумену», «Дискофор» є зразком «Поліклетова канону» у скульптурі. Статуя зображує молодого, м'язистого, міцно збудованого атлета, у момент перед кидком диска. Більшість мармурових копій мають невеличкий стовбур дерева чи пень — мармур є більш крихким матеріалом, ніж бронза, тому необхідна додаткова опора. У мармурових копій також часто відсутні руки, іноді їх відновлюють.
На наведеній ілюстрації показана одна з давньоримських копій, що зберігається в Луврі. Статую знайшли сильно пошкодженою: була відсутня голова, права рука й більша частина лівої, постраждали й ноги з п'єдесталом. Під час реставрації мусили поставити «Дискофору» голову від якоїсь іншої давньоримської статуї, руки й ноги були теж відновлені.
Античні й сучасні копії «Дискофорів» знаходяться у багатьох музеях.